# George Frederick Bodley
George Frederick Bodley (14 de marzo de 1827 - 21 de octubre de 1907) fue un arquitecto inglés de estilo neogótico. Fue alumno de George Gilbert Scott y trabajó en sociedad con Thomas Garner durante gran parte de su carrera. Fue uno de los fundadores de Watts & Co. Entre sus diseños está el de la Iglesia de San Miguel y Todos los Ángeles en Brighton y la Catedral Nacional en Washington D. C.

## Vida personal
Bodley era el hijo menor de William Hulme Bodley, de Edimburgo, médico en Hull Royal Infirmary, Hull, quien en 1838 se retiró a la ciudad natal de su esposa, Brighton, Sussex, Inglaterra. El hermano mayor de George, W. H. Bodley, se convirtió en un conocido predicador católico y profesor en St Mary's College, New Oscott, Birmingham.
Se casó con Minna FH Reavely, hija de Thomas George Wood Reavely, en el castillo de Kinnersley en 1872. Tuvieron un hijo, George H. Bodley, nacido en 1874.

## Carrera profesional

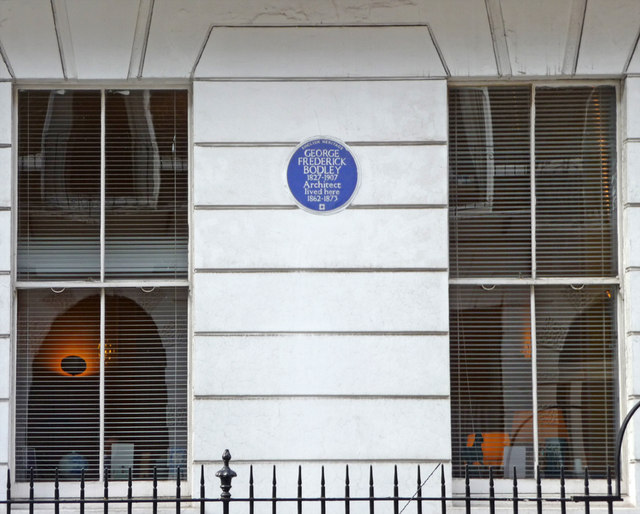
Placa azul en Harley Street, Londres

Bodley se articuló con el arquitecto George Gilbert Scott, un pariente político que le presentó el neogótico, y se hizo conocido como el principal exponente del gótico inglés del siglo XIV, y el principal arquitecto eclesiástico en Inglaterra. Se le considera el líder del resurgimiento del interés por el diseño medieval tardío inglés y del norte de Europa. Conocido por su trabajo de diseño pionero en el estilo Reina Ana, en 1854 inició su propia práctica.
Trabajando para Scott se hizo amigo cercano de dos de sus asistentes más talentosos, George Edmund Street y William White. En los años 1860 sus encargos de vitrales y decoración eclesiástica ayudaron a asegurar el éxito de la firma de Morris, Morris, Marshall, Faulkner & Co., fundada en 1861. En este periodo rompió con el historicismo de su maesttro Scott y se basó en edificios franceses e italianos de la Alta Edad Media para crear una síntesis de formas neogóticas.
A finales de los años 1860, Bodley se había desencantado de Morris, y para las vitrales se dirigió a la firma de Burlison and Grylls, fundada en 1868, para las vitrales en sus iglesias posteriores, en particular la iglesia de San Agustín, Pendlebury, cerca de Mánchester (diseñada en 1870) y la iglesia de los Santos Ángeles, Hoar Cross en Staffordshire (diseñada entre 1871 y 1872).
Bodley trabajó con su amigo de toda la vida, el diseñador de vitrales Charles Eamer Kempe. Colaboraron en proyectos que incluyen: la iglesia parroquial de San Juan Bautista en Liverpool; la capilla del Queens 'College, Cambridge; la iglesia de Todos los Santos de Danehill, East Sussex y la iglesia de Santa María la Virgen, Clumber Park en Nottinghamshire. Según el arquitecto y presidente de RIBA, Harry Stuart Goodhart-Rendel, sus alteraciones a la iglesia de San Esteban, Gloucester Road, domesticaron el trabajo de su fundador, el arquitecto victoriano, Joseph Peacock.
Desde 1869 trabajó en una asociación que duró veintiocho años con Thomas Garner, diseñando edificios universitarios en Oxford y Cambridge, casas de campo e iglesias en las islas británicas. Con base en su diseño se construyó un templo de grandes proporciones: la catedral de San David en Tasmania, Australia (primer diseño, 1865; revisado en 1891; edificio terminado en 1936). En 1906 Bodley diseñó con su alumno Henry Vaughan la Catedral Nacional de Washington D. C. También proporcionó un diseño para Grace Cathedral, en San Francisco, pero no se usó.
Además de Vaughan, los alumnos de Bodley y Garner incluyeron al diseñador de jardines Inigo Thomas. Este se especializó en jardines formales con planos geométricos en estilos de los siglos XVII y XVIII, que se adaptaban a las casas que Bodley y Garner renovaron para clientes adinerados.
En 1874 Bodley fundó Watts & Co. con Garner y George Gilbert Scott Jr. Bodley, Garner y Scott vivieron en Church Row en Hampstead en las décadas de 1860 y 1870.
Su trabajo secular incluyó las oficinas de la Junta Escolar de Londres y, en colaboración con Garner, los nuevos edificios en Magdalen College, Oxford y Hewell Grange, Worcestershire (para Lord Windsor ).
En 1898 la asociación con Garner llegó a su fin.
En 1902 Bodley fue asesor del concurso para diseñar la Catedral de Liverpool, que seleccionó un diseño del joven Giles Gilbert Scott. Cuando comenzó la construcción de la catedral en 1904, Bodley fue designado para supervisar el trabajo de Gilbert Scott, pero no participó directamente en su diseño.
En 1907 diseñó la Catedral Nacional en Washington D. C. junto con Henry Vaughan. El mismo año diseñó sus últimas obras arquitectónicas. Una fue la capilla de Bedford School, cuya primera piedra fue colocada el 18 de mayo. La construcción tomó un año, la capilla fue consagrada en julio de 1908, pero para ee entonces Bodley había muerto. La otra era la iglesia parroquial de Saint Chad, Burton-on-Trent. Las obras comenzaron en 1905 y la iglesia fue consagrada en 1910. Después de la muerte de Bodley, su socio Cecil Greenwood Hare se hizo cargo del proyecto; su contribución fue el diseño de una sacristía de coro octogonal.
Bodley murió el 21 de octubre de 1907 en Water Eaton, Oxfordshire y está enterrado en el cementerio de la iglesia parroquial de St James, Kinnersley, Herefordshire.

### Otras actividades
Además de arquitecto, fue dibujante, conocedor del arte, publicó un volumen de poemas en 1899, inspiró obras de arte de pintores como John Melhuish Strudwick y diseñó papel tapiz y chintzes para Watts & Co. como primer alcaide de la Fishmongers 'Company en 1901–02. En sus primeros años había estado en estrecha alianza con los prerrafaelitas e hizo mucho para mejorar el gusto del público en la decoración y el mobiliario domésticos. 
Bodley expuso en la Royal Academy desde 1854. Fue elegido asociado de la academia en 1881 y académico de pleno derecho en 1902.

## Galería

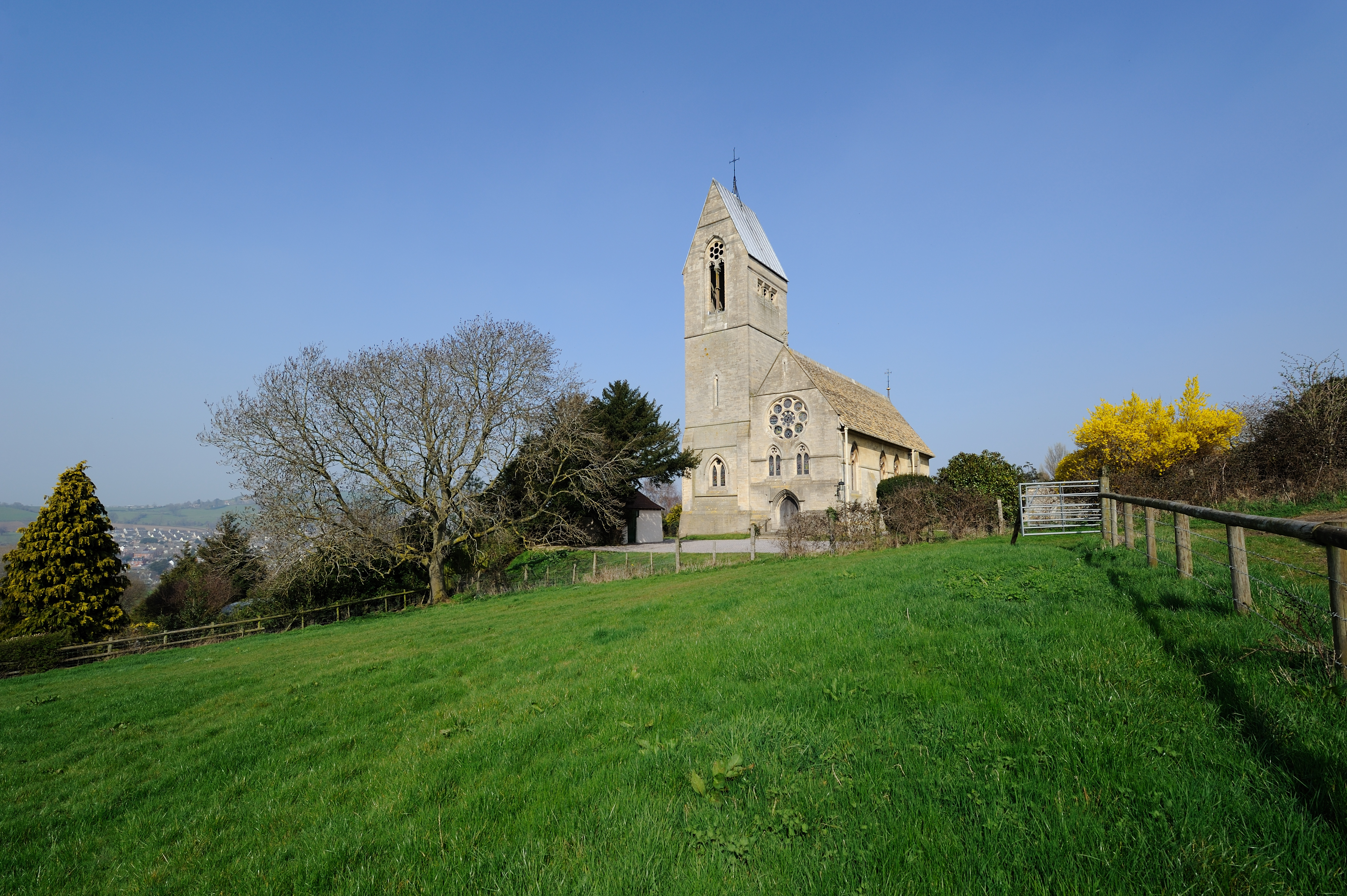
La iglesia de Todos los Santos, Selsley
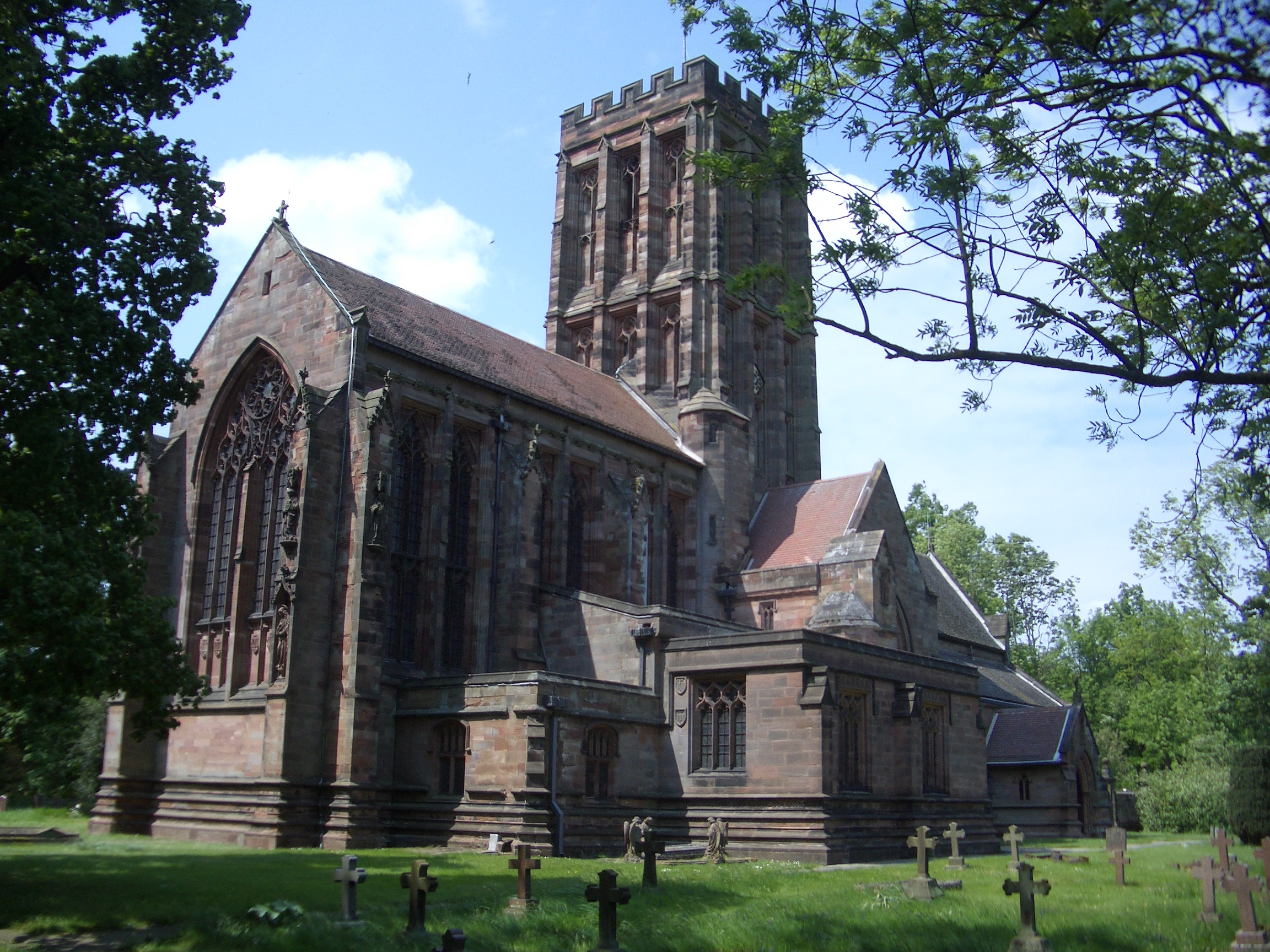
La iglesia de los Santos Ángeles, Hoar Cross
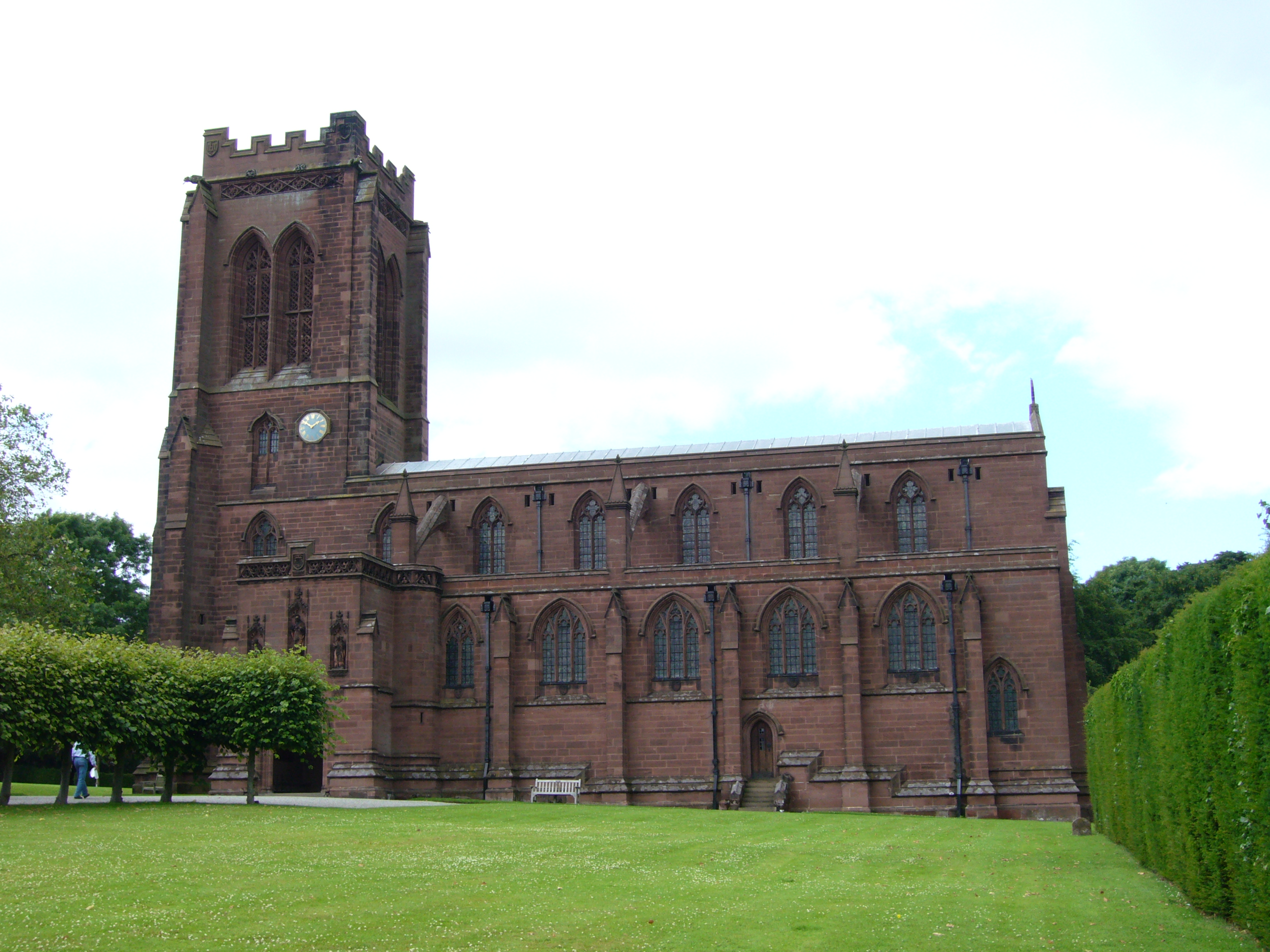
La iglesia de Santa María, Eccleston
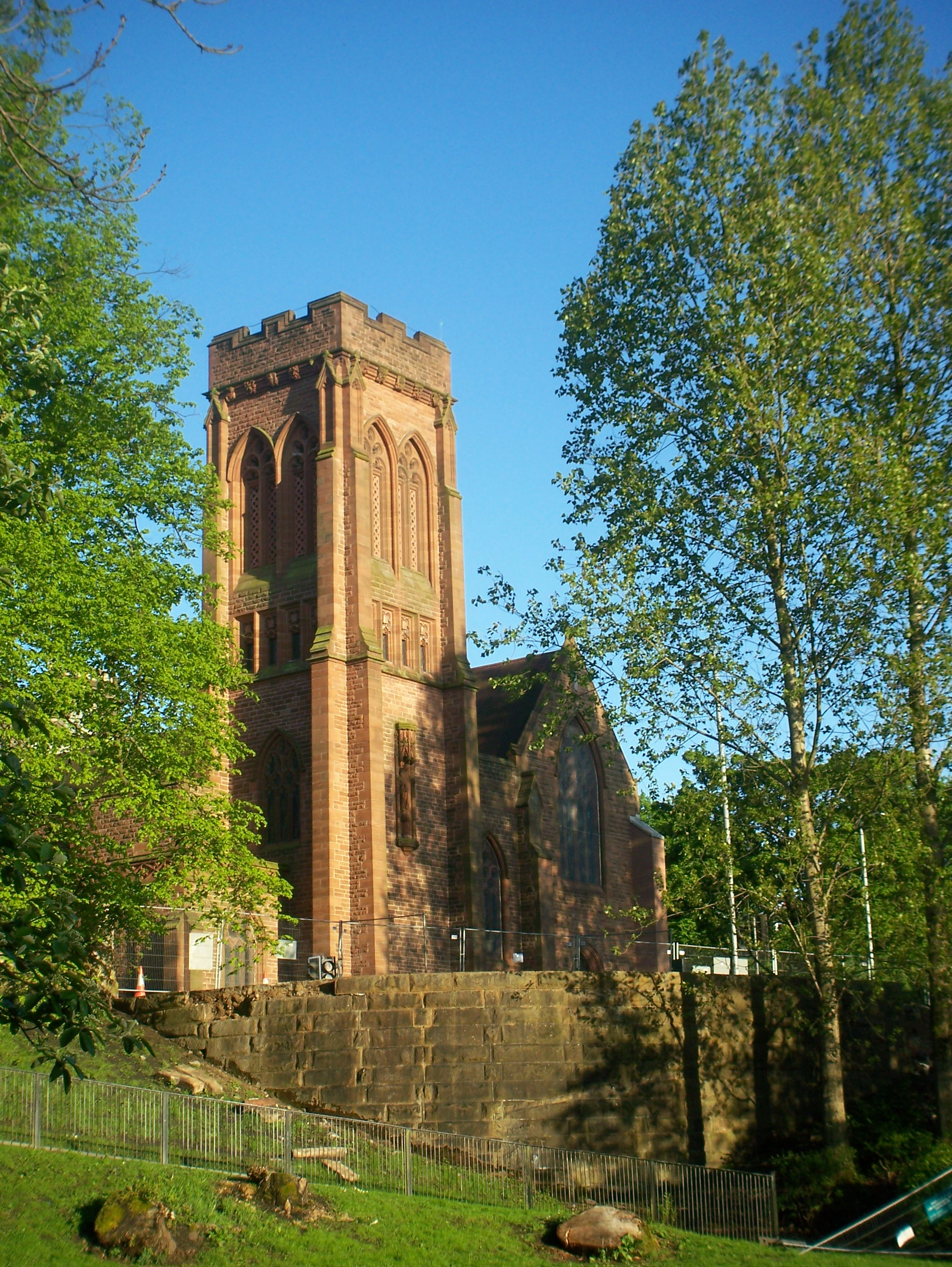
La iglesia Episcopal de St Bride, Glasgow
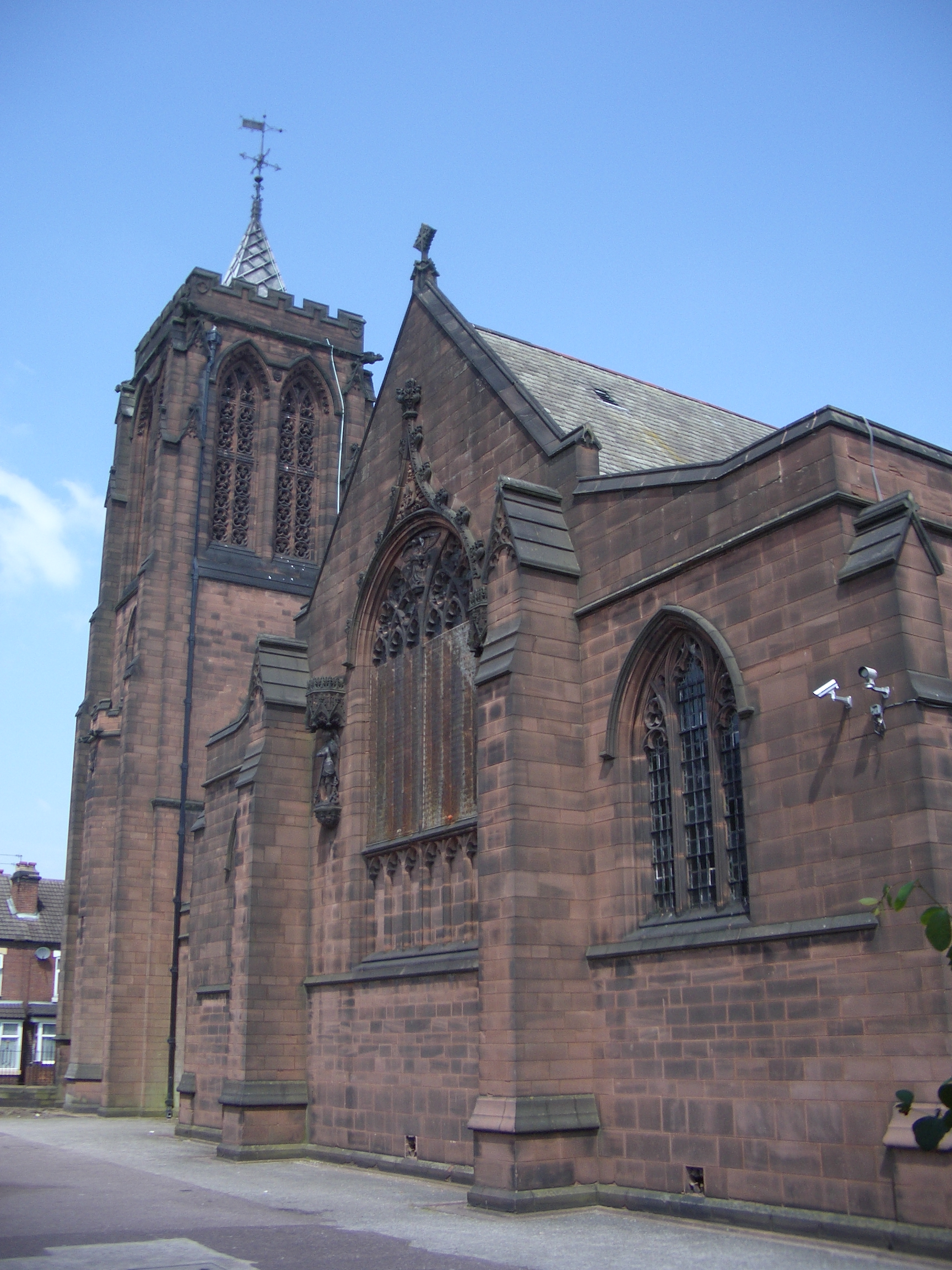
La iglesia de St Chad, Burton-on-Trent
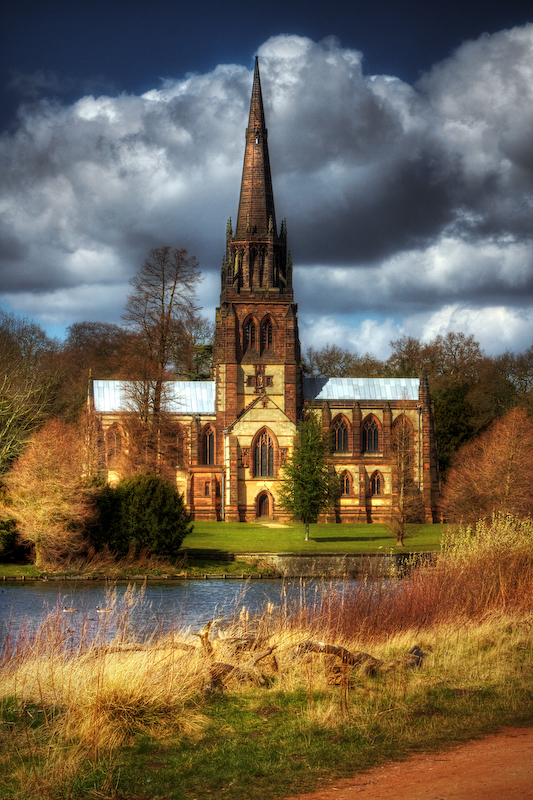
Capilla de Clumber Park
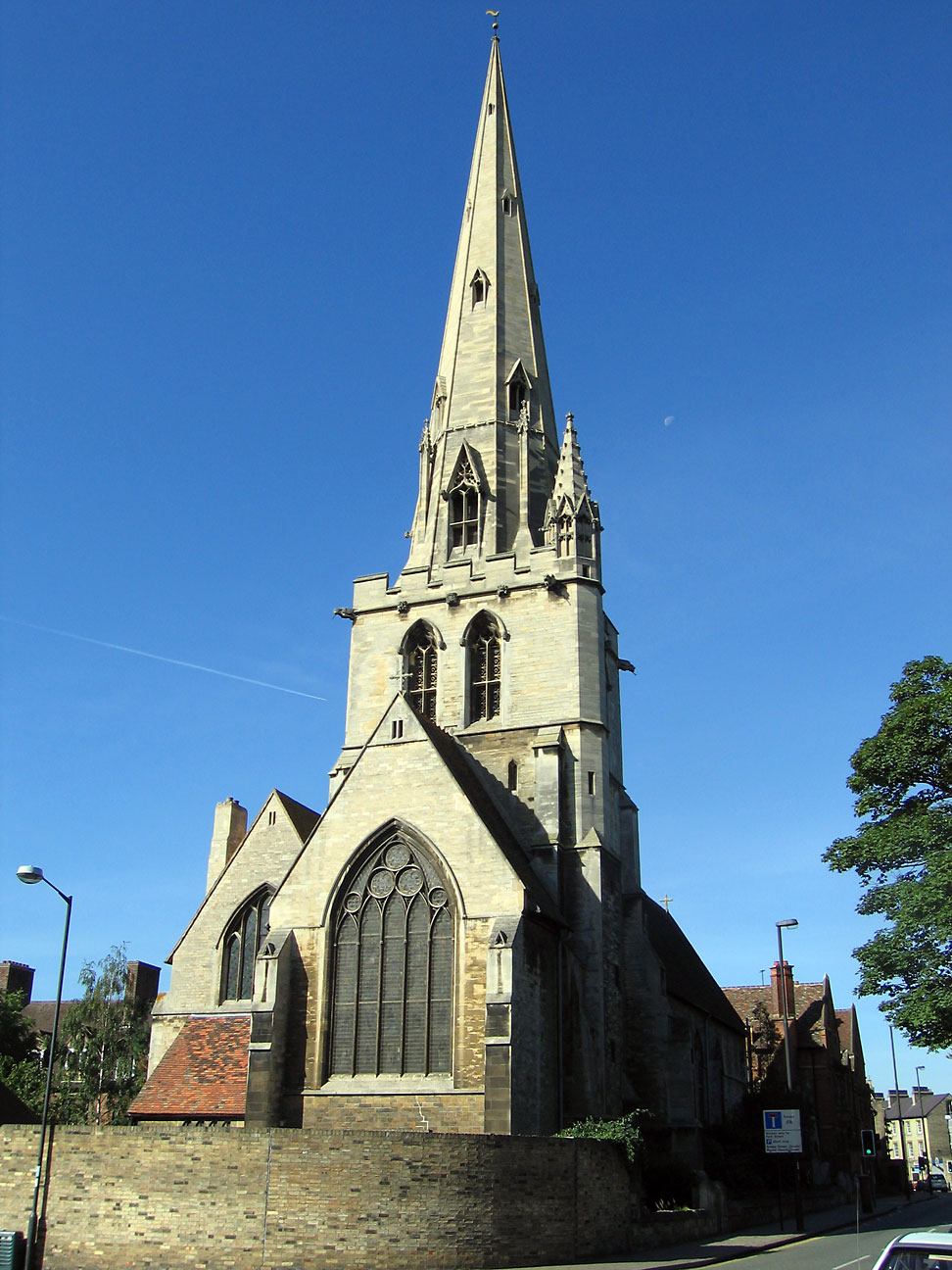
Iglesia de Todos los Santos, Cambridge
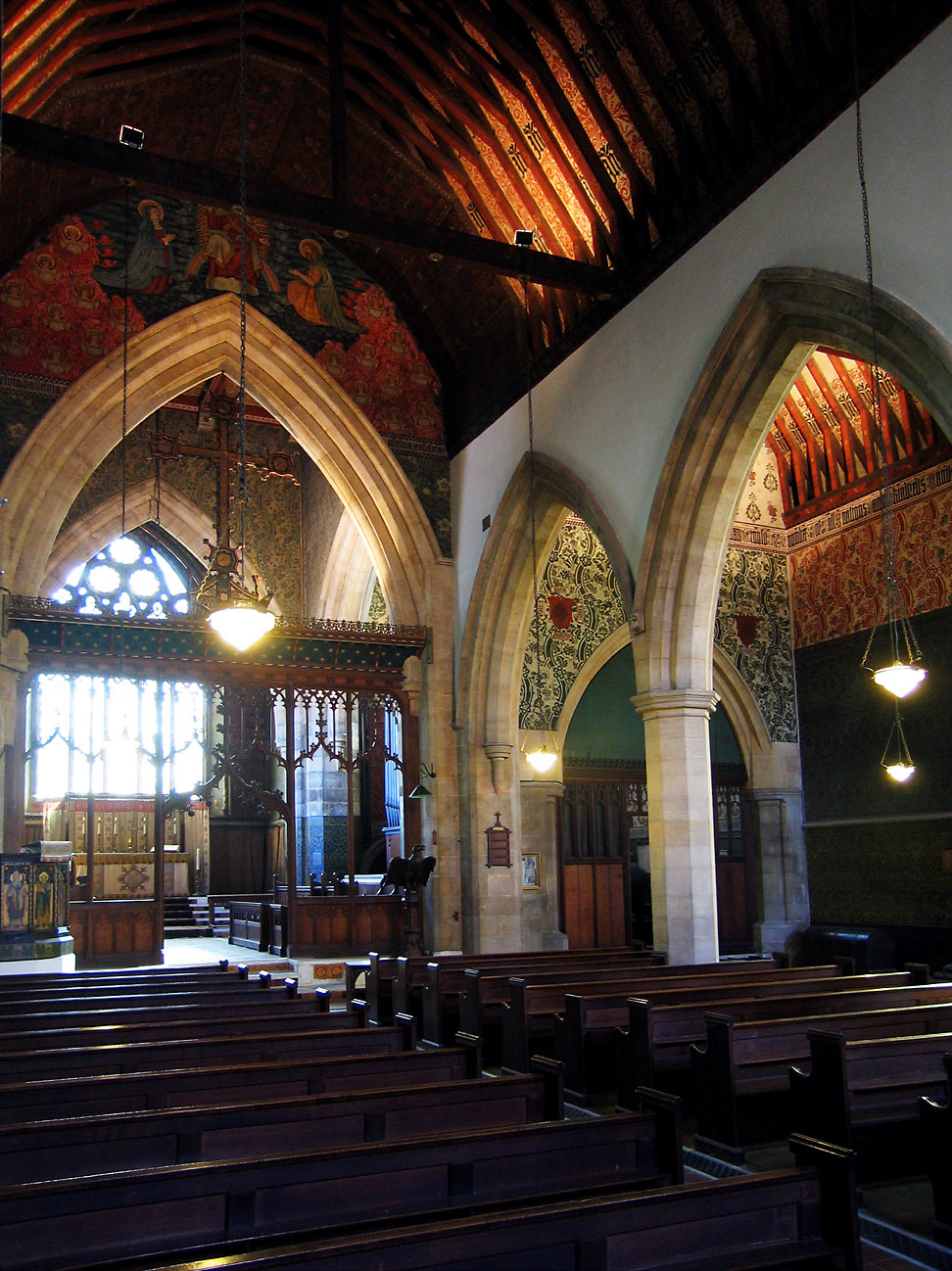
Interior de Todos los Santos, Cambridge
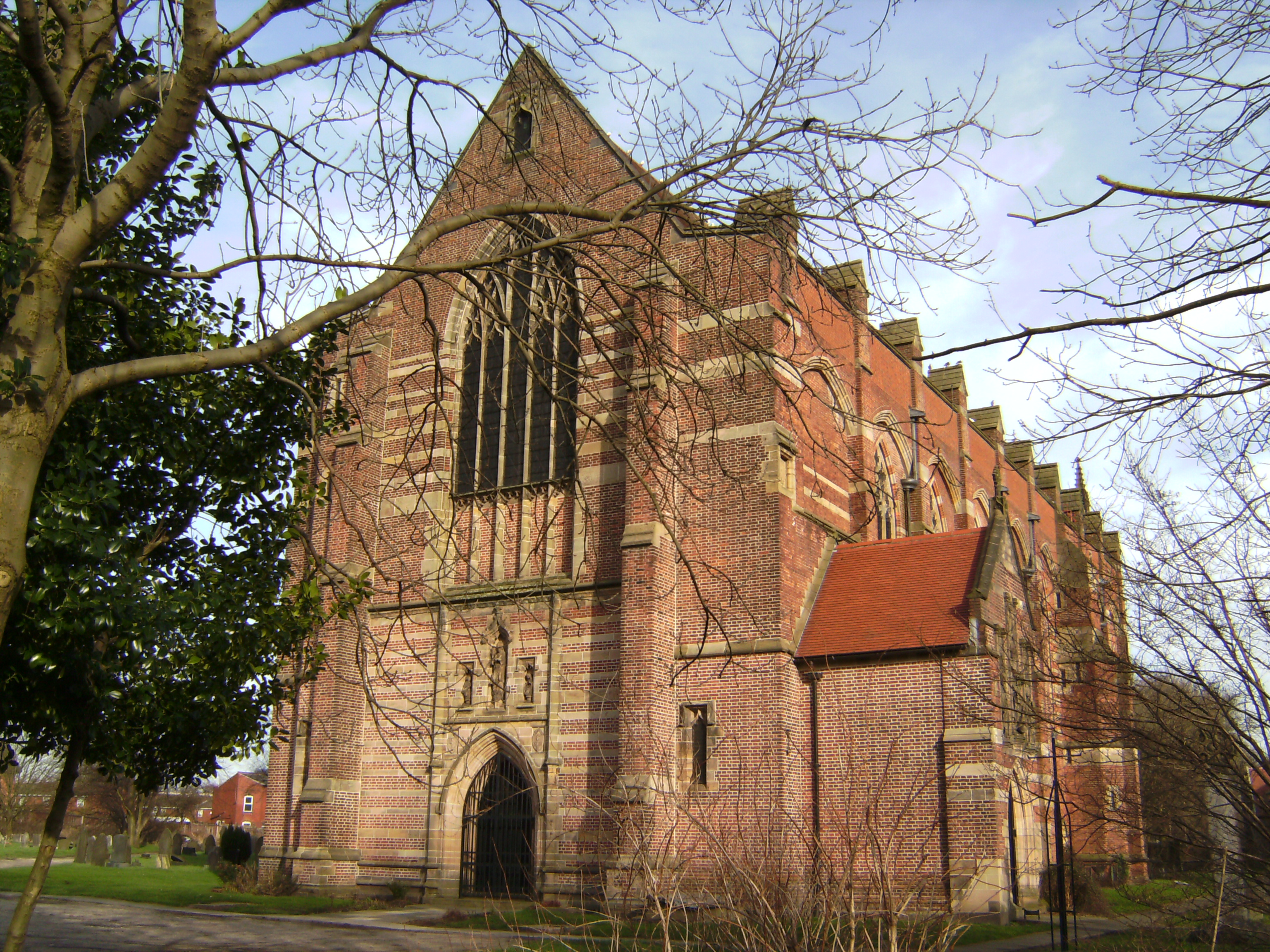
La iglesia de San Agustín, Pendlebury
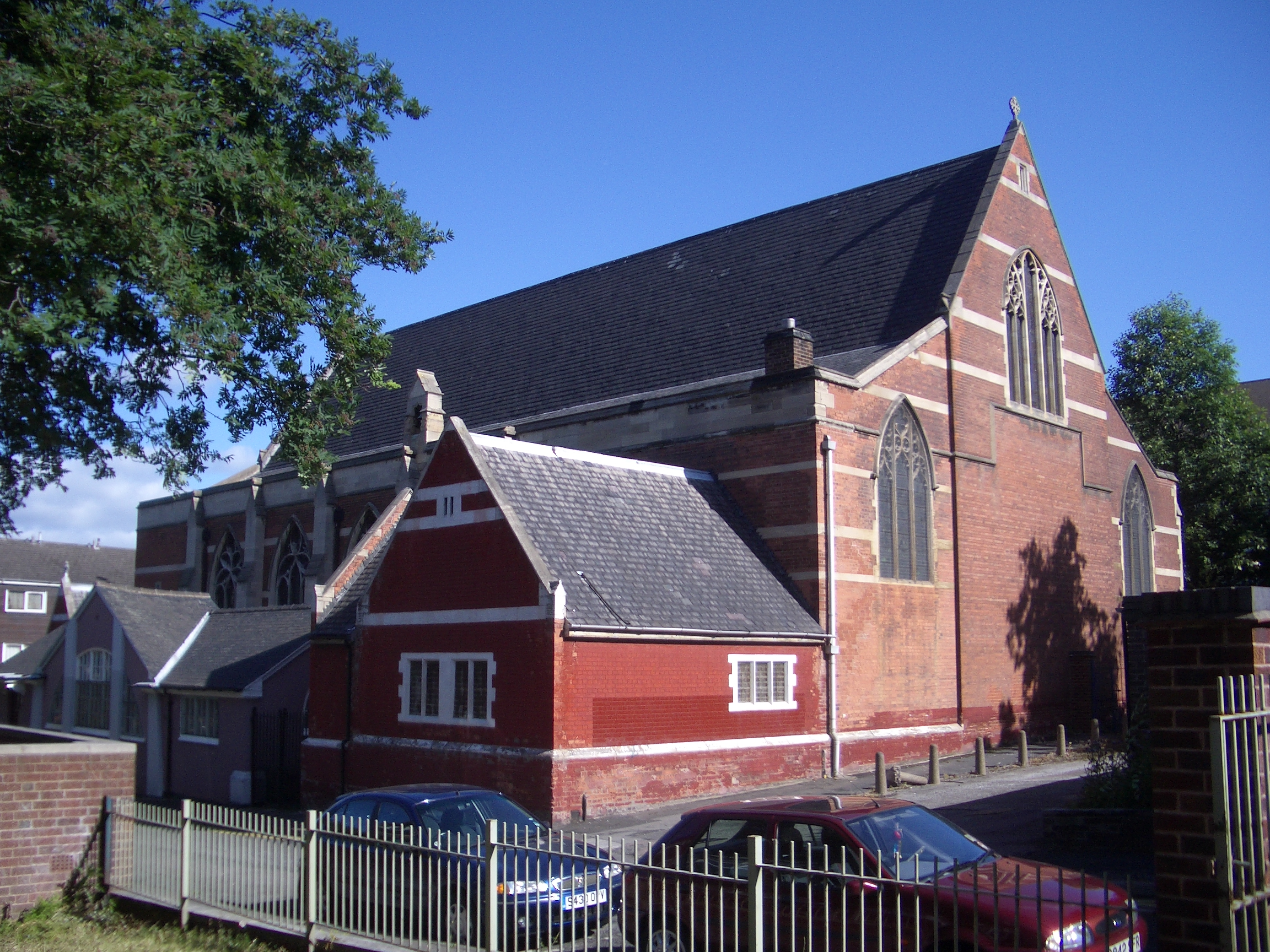
La iglesia de St Alban, Sneinton, Nottingham
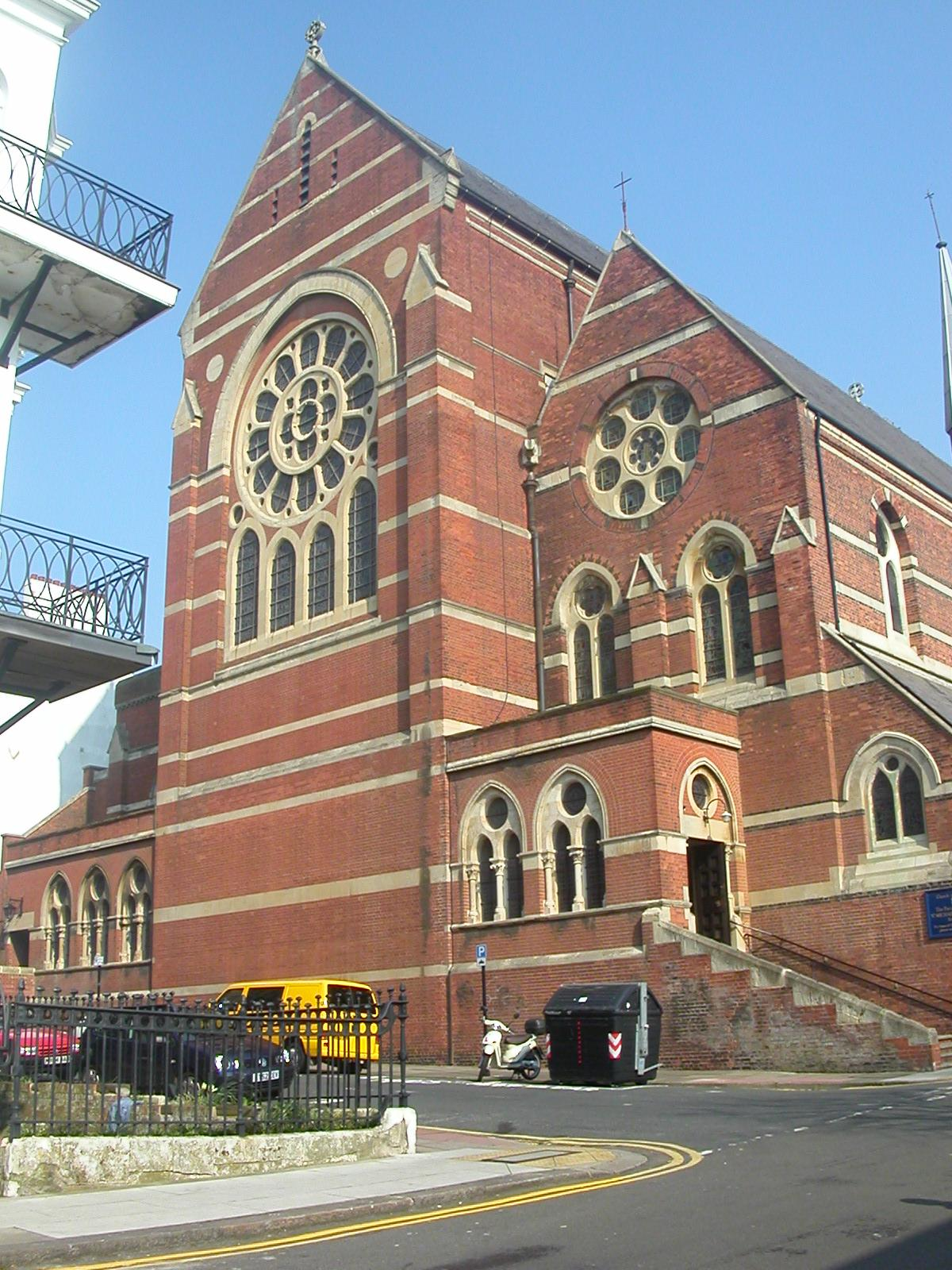
Iglesia de San Miguel, Brighton
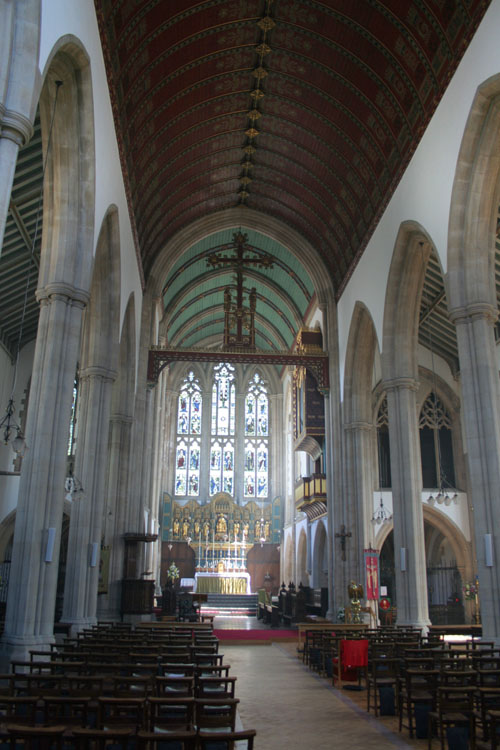
La iglesia de San Germán, Cardiff (1884)
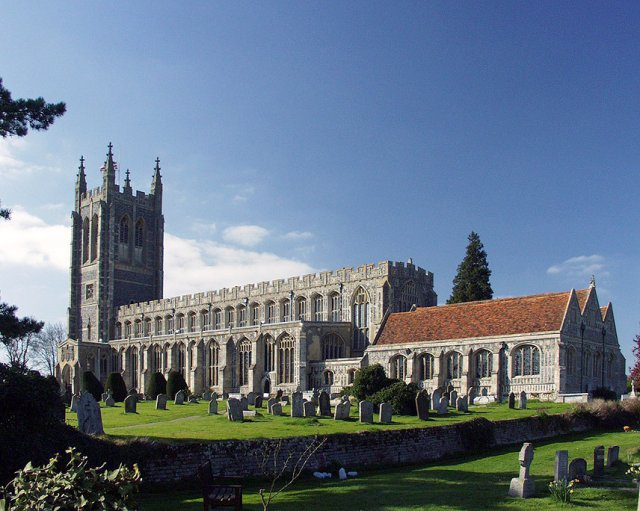
La iglesia de la Santísima Trinidad, Long Melford
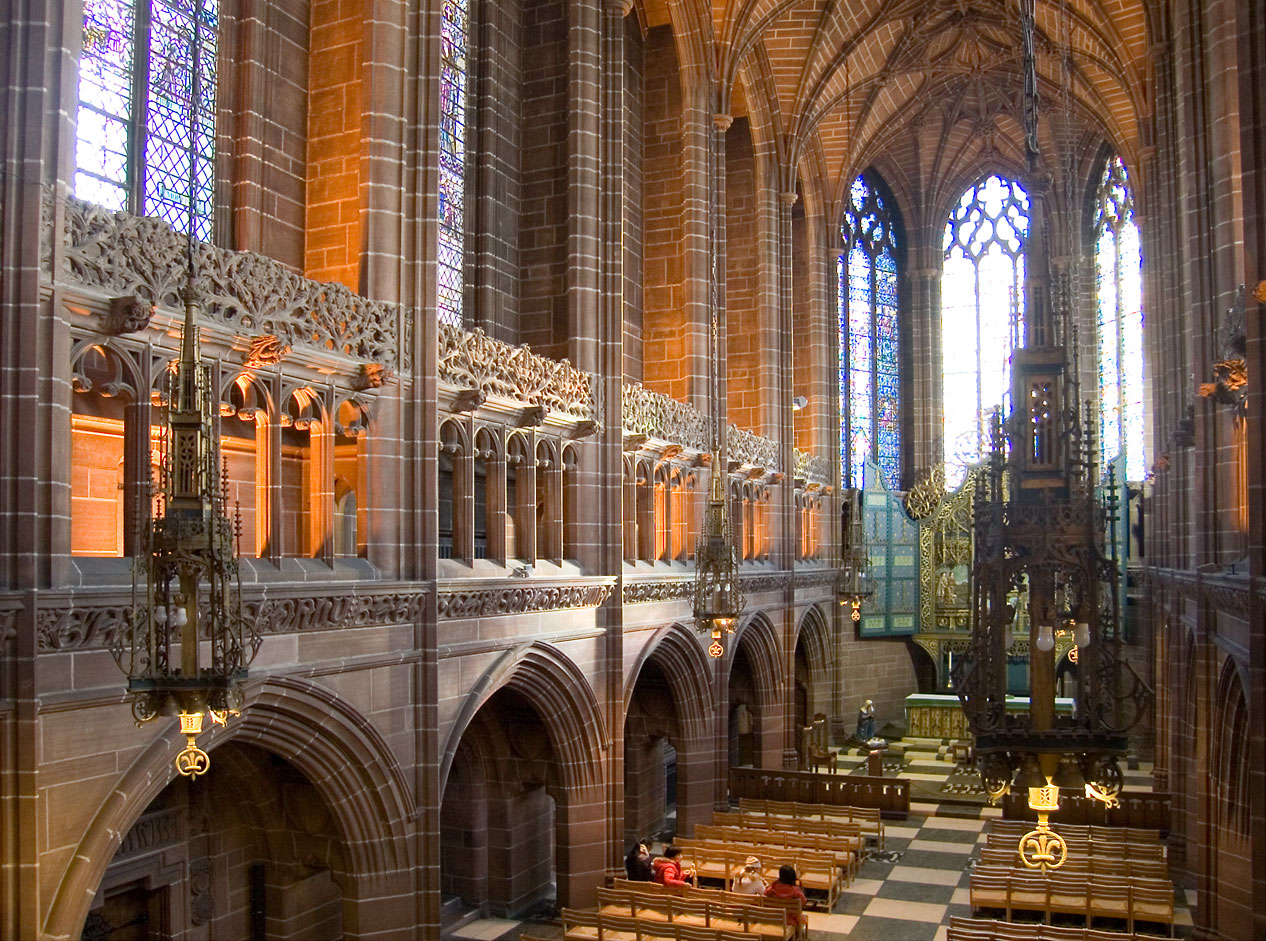
La capilla de la Virgen de la catedral de Liverpool.
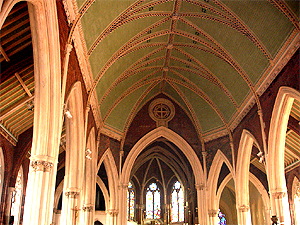
Interior de San Juan el Divino, Kennington
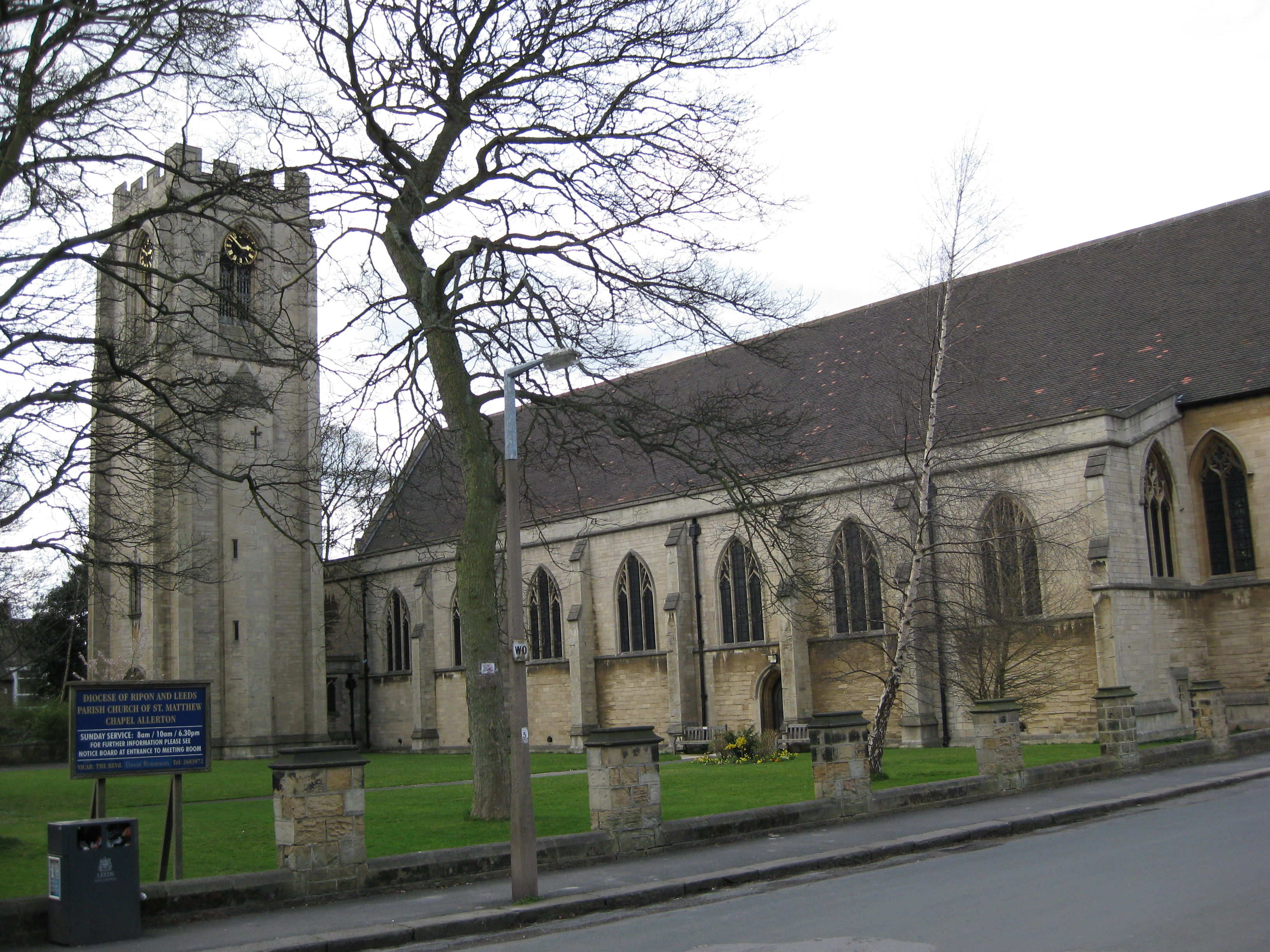
La iglesia de San Mateo, Capilla Allerton, Leeds
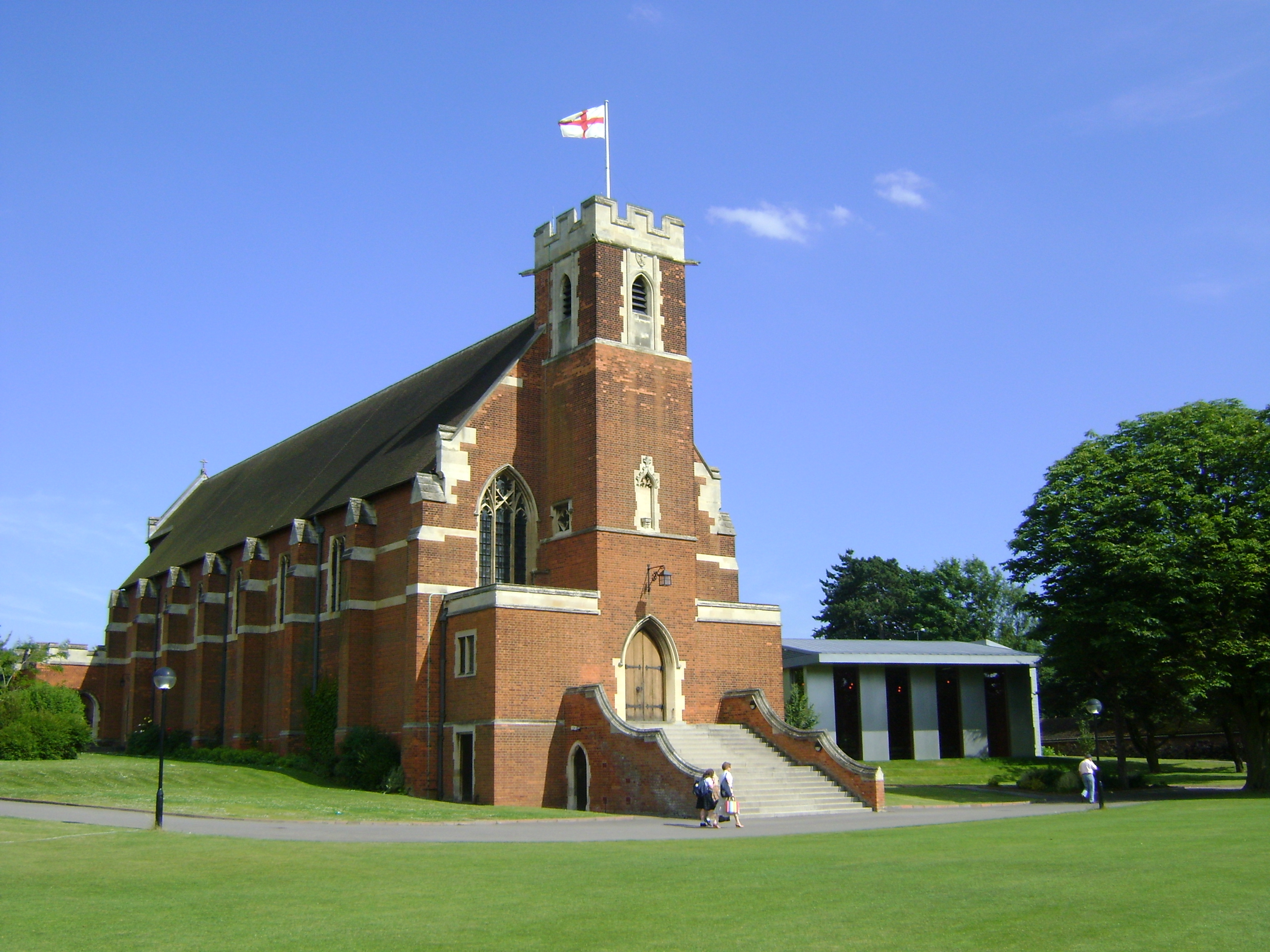
Capilla de Bedford School, 1908 - su último trabajo

## Obras

### Iglesias
| - 1854-1856 Christ Church, Long Grove, Herefordshire (ahora llamada Llangrove ) - 1854-1858 Iglesia de San Juan Bautista, Dimmelsdale, Francia Lynch, Gloucestershire - 1855 Iglesia de San Miguel y todos los ángeles, Brighton, Sussex - 1857–74 Iglesia de San Salvador, Dundee, Escocia - 1860-1868 Iglesia de Todos los Santos, Selsley, Gloucestershire - 1861–62 San Martín en la colina, Scarborough, Yorkshire - 1861–65 Iglesia de San Wilfrid, Haywards Heath, Sussex - 1861–66 Iglesia de San Esteban, St Peter Port, Guernsey con Benjamin Ferrey - 1862 Iglesia de Santa María y Santa María Magdalena, Brighton ( demolida en 1963 ) - 1863–70 Iglesia de Todos los Santos, Jesus Lane, Cambridge - 1865–71 Iglesia de St Simon, St Helier, Jersey - 1867–70 Iglesia de San Juan Bautista, Liverpool - 1867-1874 Iglesia de Todos los Santos, Falsgrave, Scarborough, Yorkshire - 1868–70 Iglesia de San Juan Bautista, Liverpool - 1868-1936 Catedral de San David, Hobart - 1871–73 Iglesia de San Miguel, Folkestone, Kent con Thomas Garner (ahora demolida) - 1871 Iglesia de San Agustín, Pendlebury cerca de Mánchester, Lancashire con Thomas Garner - 1872 Iglesia de los Santos Ángeles, Hoar Cross, Staffordshire con Thomas Garner - 1874 San Juan el Divino, Kennington, Londres (interior) - 1879-1885 Iglesia de San Miguel, Camden Town, Londres con Thomas Garner - 1880-1886 Iglesia de San Germán, Roath, Cardiff con Thomas Garner - 1885–86 Iglesia de St Alban, Sneinton, Nottinghamshire con Thomas Garner - 1886 Capilla de Marlborough College con Thomas Garner - 1886-1889 Iglesia de Santa María la Virgen, Clumber Park, Nottinghamshire | - 1887-1895 Iglesia de San Salvador, Splott, Cardiff con Thomas Garner - 1889–92 Iglesia de la Ascensión, Woodlands, Dorset con Thomas Garner - 1889–92 Iglesia de Santa María de Eton, Hackney Wick, Londres con Thomas Garner - 1891 Capilla del Queens 'College, Cambridge - 1892–93 Iglesia de Santa María, Horbury, Yorkshire con Thomas Garner - 1892–94 Iglesia de San Lucas, Warrington, Lancashire con Thomas Garner - 1892–95 Iglesia de St Aidan, Skelmanthorpe, Yorkshire con Thomas Garner - 1894-1895 Iglesia de los Santos Inocentes, South Norwood - 1894-1902 San Juan Evangelista, Iffley Road, Oxford - 1897 Capilla de la iglesia de San Mateo Allerton, Leeds, Yorkshire - 1898–1902 Iglesia de Todos los Santos, Weston-super-Mare, Somerset - 1899 Iglesia de Santa María, Eccleston, Cheshire - 1899 St Bride's Church, Glasgow, Escocia - 1901 Iglesia de la Santísima Trinidad, Prince Consort Road, South Kensington, Londres con Cecil Greenwood Hare - 1901 Mission Church, Hadley End, Staffordshire - 1901–10 Iglesia de San Bonifacio, Ford de Chandler, Hampshire - 1903-04 Iglesia de St Aidan, Bristol, Gloucestershire - 1903–04 Iglesia de St Edward, Holbeck, Leeds (demolida en 1984) - 1903–10 Iglesia de St Chad, Burton-on-Trent, Staffordshire con Cecil Greenwood Hare - 1905 St Faith's Church, Brentford, Londres con Cecil Greenwood Hare - 1905-06 La iglesia Paraclete, Hom Green, Ross-on-Wye, Herefordshire - 1906–07 Capilla de la escuela Bedford - 1907 Catedral Nacional de Washington, Washington D. C., Estados Unidos, con Henry Vaughan |

### Edificios seculares
- 1870 Queens 'College Old Hall, Cambridge, decoración
- 1872–76 Oficinas de la Junta Escolar de Londres (con Thomas Garner ), (demolida en 1929)
- The Wodehouse cerca de Wombourne, para la familia Shaw-Hellier
- Hewell Grange